# Ye kong zhong zui shan liang de xing
Ye kong zhong zui shan liang de xing (夜空中最闪亮的星S, Yèkōng zhōng zuì shǎn liàng de xīngP, titolo internazionale The Brightest Star in the Sky) è una serie televisiva cinese trasmessa su Tencent Video, iQiyi e Youku dal 25 marzo al 6 maggio 2019.

## Trama
La trama racconta la storia di Yang ZhenZhen, una ragazza che ama la musica ma ha un limitato talento in quel campo. Dopo aver perso un concorso musicale, entra nel settore dell’intrattenimento come nuovo manager e incontra il famoso ex-idol ora CEO di un’azienda aggressivo ma con un passato doloroso, Zheng BoXu. In un primo momento i due non sono d’accordo, ma alla fine si innamorano tra tensioni familiari.